# Eau Pleine (condado de Marathon, Wisconsin)
Eau Pleine es un pueblo ubicado en el condado de Marathon en el estado estadounidense de Wisconsin. En el Censo de 2010 tenía una población de 773 habitantes y una densidad poblacional de 8,98 personas por km².

## Geografía
Eau Pleine se encuentra ubicado en las coordenadas 44°48′54″N 90°8′1″O / 44.81500, -90.13361. Según la Oficina del Censo de los Estados Unidos, Eau Pleine tiene una superficie total de 86.05 km², de la cual 86.04 km² corresponden a tierra firme y (0.02%) 0.02 km² es agua.

## Demografía
Según el censo de 2010, había 773 personas residiendo en Eau Pleine. La densidad de población era de 8,98 hab./km². De los 773 habitantes, Eau Pleine estaba compuesto por el 98.84% blancos, el 0% eran afroamericanos, el 0.13% eran amerindios, el 0.13% eran asiáticos, el 0% eran isleños del Pacífico, el 0.52% eran de otras razas y el 0.39% pertenecían a dos o más razas. Del total de la población el 1.16% eran hispanos o latinos de cualquier raza.